# OMX Helsinki 25
OMX Helsinki 25 (OMXH25, wcześniej HEX25) to indeks giełdowy akcji notowanych na Giełdzie Papierów Wartościowych w Helsinkach (Helsinki Stock Exchange). W jego skład wchodzi 25 spółek o najwyższym obrocie.

## Skład indeksu
- Amer-yhtymä Oyj
- Cargotec Oyj
- Elcoteq Network(inne języki) Oyj A
- Elisa Oyj
- Fortum Oyj
- Huhtamäki Oyj(inne języki)